# Rolf Falk-Larssen
Rolf Falk-Larssen (Trondheim, 21 februari 1960) is een Noors voormalig langebaanschaatser.

## Biografie
Falk-Larssen debuteerde in 1981 in het langebaanschaatsen. In 1982 verloor hij het EK allround nipt van Tomas Gustafson met het kleine verschil van 0,021 punten. In 1983 won Falk-Larssen het WK allround in Oslo. Hij zorgde daar voor een "sportieve rel" doordat hij, na drie afstanden te hebben gewonnen en dus al zeker van de titel, de afsluitende afstand (de tien kilometer) moedwillig ongeïnspireerd en op zijn gemak reed. Hij werd gelapt door zijn tegenstander, werd uitgefloten door het publiek maar kreeg even later wel de lauwerkrans omgehangen. De ISU besloot kort daarna (in 1986) de regels te veranderen: degene met het laagste puntentotaal werd kampioen, ongeacht het aantal gewonnen afstanden.
In 1984 werd hij nogmaals tweede op het EK allround maar op de Olympische Winterspelen in Sarajevo haalde hij geen medailles. In 1988 wist hij nog wel het brons te halen op de 1500 meter in de wereldbeker. Hierna stopte hij drie seizoenen met langebaanschaatsen waarna hij het nog twee seizoenen probeerde, maar niet meer de successen wist te behalen en hij na 1993 afzwaaide.

## Records

### Persoonlijke records
| Afstand      | Tijd     | Datum            | Baan       |
| ------------ | -------- | ---------------- | ---------- |
| 500 meter    | 37,88    | 5 maart 1988     | Medeo      |
| 1000 meter   | 1.15,42  | 18 februari 1988 | Calgary    |
| 1500 meter   | 1.54,26  | 21 maart 1987    | Heerenveen |
| 3000 meter   | 4.02,79  | 19 maart 1987    | Heerenveen |
| 5000 meter   | 6.50,93  | 4 december 1987  | Calgary    |
| 10.000 meter | 14.30,34 | 31 januari 1982  | Oslo       |

### Wereldrecords
| Nr. | Afstand         | Tijd    | Datum           | Baan  |
| --- | --------------- | ------- | --------------- | ----- |
| 1.  | Kleine vierkamp | 162,734 | 17 januari 1982 | Davos |
| 2.  | Kleine vierkamp | 161,758 | 23 januari 1983 | Davos |

#### Wereldrecords laaglandbaan (officieus)
| Nr. | Afstand    | Tijd    | Datum            | Baan      |
| --- | ---------- | ------- | ---------------- | --------- |
| 1.  | 3000 meter | 4.10,59 | 18 december 1982 | Stavanger |

## Resultaten
| Jaar | EK Allround | Olympische Spelen             | Wereldbeker         | WK Allround | WK Sprint | WK Junioren |
| ---- | ----------- | ----------------------------- | ------------------- | ----------- | --------- | ----------- |
| 1980 |             |                               |                     |             |           | 8e          |
| 1981 | -           |                               |                     | -           | -         |             |
| 1982 | Zilver      |                               |                     | Brons       | -         |             |
| 1983 | 11e         |                               |                     | Goud        | -         |             |
| 1984 | Zilver      | 23e 500m 17e 1500m 15e 5000m  |                     | 4e          | 15e       |             |
| 1985 | NC19        |                               |                     | 8e          | -         |             |
| 1986 | NC17        |                               | 4e 1500m 8e 5k/10k  | NC17        | -         |             |
| 1987 | 16e         |                               | 4e 1500m 10e 5k/10k | 7e          | -         |             |
| 1988 | 9e          | 26e 1000m 21e 1500m 12e 5000m | 1500m · 6e 5k/10k   | NC21        | -         |             |
| 1989 | -           |                               | -                   | -           | -         |             |
| 1990 | -           |                               | -                   | -           | -         |             |
| 1991 | -           |                               | -                   | -           | -         |             |
| 1992 | -           | -                             | 39e 1000m           | -           | -         |             |
| 1993 | -           |                               | 18e 1500m           | -           | -         |             |

### Medaillespiegel
| Kampioenschap     | Goud | Zilver | Brons |
| ----------------- | ---- | ------ | ----- |
| EK Allround       | 0    | 2      | 0     |
| Olympische Spelen | 0    | 0      | 0     |
| Wereldbeker       | 0    | 0      | 1     |
| WK Allround       | 1    | 0      | 1     |
| WK Sprint         | 0    | 0      | 0     |
| WK Junioren       | 0    | 0      | 0     |